# 41450 Медкефф
41450 Медкефф (41450 Medkeff) — астероїд головного поясу, відкритий 1 червня 2000 року.
Тіссеранів параметр щодо Юпітера — 3,519.